# Louis Joseph Troost
Louis Joseph Troost (Parigi, 17 ottobre 1825 – Parigi, 30 settembre 1911) è stato un chimico francese.

## Biografia
Nel 1848 iniziò gli studi presso l'École Normale Supérieure di Parigi, dove dal 1851 lavorò come assistente farmacista. Nel 1856 conseguì il dottorato di scienze. Dopo aver prestato servizio come presidente di chimica presso l'Lycée Bonaparte, divenne professore presso l'École Normale Supérieure (dal 1868). A partire dal 1874 fu professore di chimica alla facoltà di scienze a Parigi, e nel 1884, prese il posto di Charles-Adolphe Wurtz come membro dell'Académie des sciences.
Con Henri Sainte-Claire Deville, lavorò sulle varie densità dei vapori ad alte temperature e condotto studi sulla porosità dei metalli a temperature elevate. Anche con Deville, contribuì a far avanzare il concetto di "dissociazione chimica". Inoltre, eseguì degli studi significativi sui sali di litio, e con Paul Hautefeuille, condusse delle ricerche sulla solubilità dei gas nei metalli.

## Opere principali
Troost è stato autore di Traité élémentaire de chimie (1847, edizione 24, 1948) che diventò, ben presto, un libro standard per le successive generazioni di studenti. Tra le altre sue opere notevoli sono:
- Recherches sur le lithium et ses composés, 1857.
- Precis de chimie, third editBion, 1870.[2]